# Woody Shaw
Pour les articles homonymes, voir Shaw.
Woody Herman Shaw, Jr., né le 24 décembre 1944 à Laurinburg et mort le 10 mai 1989 à Manhattan, est un compositeur, chef d'orchestre et trompettiste de jazz américain. Né avec une mémoire eidétique et l'oreille absolue, Shaw est considéré comme l'un des grands chefs d'orchestre de jazz et innovateurs de sa génération.

## Biographie
Né en Caroline du Nord, il a grandi à Newark dans le New Jersey. Il commence à jouer du bugle à neuf ans puis de la trompette. Ce choix se fait initialement par défaut, mais plus il en joue, plus il l'apprécie. Il entre à la Juilliard School et y suis les cours de William Vacchiano.
Intéressé par le jazz et influencé par Louis Armstrong et Harry James, il entre à la Newark Arts High School (en). Il continue en parallèle à se produire lors d'événements comme des mariages ou des soirées.
Il travaille avec Willie Bobo puis Eric Dolphy pour l'album Iron Man (1963). À cette époque, il fait des représentations à Paris.
Au milieu des années 1960, il travaille pour Blue Note Records et est influencé par John Coltrane et McCoy Tyner. Il remplace par exemple Carmell Jones dans le quintet d'Horace Silver et collabore avec de nombreux artistes comme Herbie Hancock.
En 1970, Shaw sort son premier album comme leader, Blackstone Legacy (1970), avec Bennie Maupin, Ron Carter, George Cables, Gary Bartz, Clint Houston et Lenny White. Song of Songs (1972) suit peu après. Installé à San Francisco, il côtoie des musiciens de la côté ouest comme Bobby Hutcherson.
En 1974, il retourne à New York et travaille pour Muse Records qui produit quatre de ses albums les plus notables : The Moontrane (1974), Love Dance (1976), Little Red's Fantasy (1976) et The Iron Men with Anthony Braxton (1977-1980).
En 1977, il travaille pour Columbia Records et continue de gagner en notoriété réalisant notamment l'album Rosewood (1977), qui remportent deux Grammy Awards.
Dans les années 1980, il continue ses collaborations. Vers la fin de cette décennie, il commence à perdre la vue et, dans un accident avec un métro, se blesse le bras. Il meurt peu après d'un problème de rein.

## Postérité

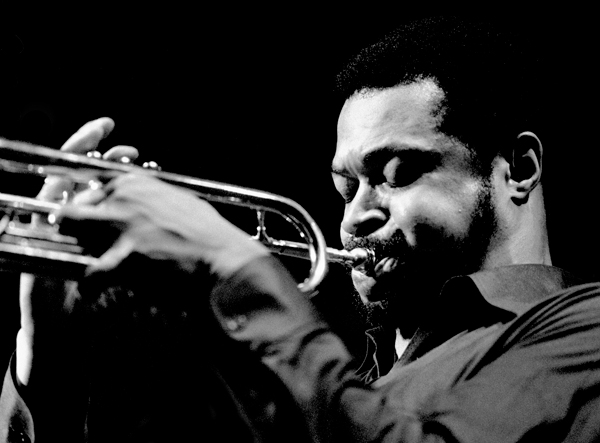
Woody Shaw.

## Discographie

### En tant que leader
- 1965: In the Beginning (Muse) – sortie 1983
- 1970: Blackstone Legacy (Contemporary Records)
- 1972: Song of Songs (Contemporary)
- 1974: The Moontrane (Muse)
- 1975: San Francisco Express (Reynolds)
- 1976: Love Dance (Muse)
- 1976: Little Red's Fantasy (Muse)
- 1976: The Woody Shaw Concert Ensemble at the Berliner Jazztage (Muse)
- 1977: The Iron Men avec Anthony Braxton (Muse – sortie 1980)
- 1977: Rosewood (Columbia)
- 1978: Stepping Stones: Live at the Village Vanguard (Columbia)
- 1979: Woody III (Columbia)
- 1980: For Sure! (Columbia)
- 1981: United (Columbia)
- 1982: Lotus Flower (Enja)
- 1982: Master of the Art (Elektra Musician)
- 1982: Night Music (Elektra Musician)
- 1983: The Time Is Right (Red)
- 1983: Setting Standards (Muse)
- 1985: Woody Shaw with the Tone Jansa Quartet (Timeless)
- 1985: Double Take avec Freddie Hubbard (Blue Note)
- 1986: Bemsha Swing (Blue Note – released 1997)
- 1986: Solid (Muse)
- 1986: Dr. Chi with the Tone Jansa Quartet (Timeless)
- 1987: In My Own Sweet Way (In + Out)
- 1987: The Eternal Triangle avec Freddie Hubbard (Blue Note)
- 1987: Imagination (Muse)
- 2000: Woody Shaw Live Volume One (High Note)
- 2001: Woody Shaw Live Volume Two (High Note)
- 2002: Woody Shaw Live Volume Three (High Note)
- 2005: Woody Shaw Live Volume Four (High Note)
- 2012: Stepping Stones Bonus Tracks (Columbia Legacy)

### Compilations
- 1992: The Complete CBS Studio Recordings of Woody Shaw (Mosaic)
- 2011: Woody Shaw: The Complete Columbia Albums Collection (Columbia Legacy)
- 2012: Woody Plays Woody (High Note)
- 2012: Woody Shaw – Trumpet Legacy Revisited, Field Recordings of a Jazz Master (International Trumpet Guild)
- 2013: Woody Shaw: The Complete Muse Sessions (Mosaic Records)

### En tant que sideman
Avec Gary Bartz
- Home! (Milestone, 1970)

Avec Art Blakey
- Child's Dance (Prestige, 1972)
- Buhaina (Prestige, 1973)
- Anthenagin (Prestige, 1973)

Avec Roy Brooks
- The Free Slave (Muse, 1970 [1972])
- Duet in Detroit (Enja, 1983)

Avec Joe Chambers
- The Almoravid (Muse, 1974)

Avec Chick Corea
- Tones for Joan's Bones (1966)
- The Complete "Is" Sessions (1969)

Avec Stanley Cowell
- Brilliant Circles (Freedom, 1972)

Avec Nathan Davis
- Peace Treaty (1965)
- Happy Girl (1965)

Avec Eric Dolphy
- Conversations (1963)
- Iron Man (1963)

Avec Booker Ervin
- Tex Book Tenor (1968 [2005]) – originairement sorti en 1976 comme partie de Back from the Gig

Avec Sonny Fortune
- Serengeti Minstral (1977)

Avec Kenny Garrett
- Introducing Kenny Garrett (1984)

Avec Benny Golson
- Time Speaks (1982)

Avec Dexter Gordon
- Homecoming (1976–79)
- Sophisticated Giant (1977)
- Gotham City (1981)

Avec George Gruntz
- For Flying Out Proud (1977)
- GG-CJB (1978)

Avec Lionel Hampton
- Music of Charles Mingus (1977)

Avec Louis Hayes
- Ichi-Ban (1976) with Junior Cook
- Lausanne 1977 (1977)
- The Real Thing (1977)

Avec Joe Henderson
- If You're Not Part of the Solution, You're Part of the Problem (1970)

Avec Andrew Hill
- Grass Roots (1968 [2000])
- Lift Every Voice (1969 [2001])
- Passing Ships (1969 [2003])

Avec Bobby Hutcherson
- Bobby Hutcherson Live at Montreux (1973)
- Cirrus (1974)

Avec Azar Lawrence
- Bridge into the New Age (Prestige, 1974)

Avec Jackie McLean
- 'Bout Soul (1967)
- Demon's Dance (1967)

Avec Hank Mobley
- Reach Out (1968)
- Thinking of Home (1970)

Avec Pharoah Sanders
- Deaf Dumb Blind (Summun Bukmun Umyun) (1970)

Avec Horace Silver
- The Cape Verdean Blues (1965)
- The Jody Grind (1966)

Avec McCoy Tyner
- Expansions (1968)

Avec Mal Waldron
- The Git Go - Live at the Village Vanguard (Soul Note, 1986)
- The Seagulls of Kristiansund (Soul Note, 1986)

Avec Tyrone Washington
- Natural Essence (1967)

Avec Harry Whitaker
- Black Renaissance (1976)

Avec Buster Williams
- Pinnacle (1975)

Avec Larry Young
- Unity (1965)

Avec Joe Zawinul
- Zawinul (1970)